# Screen Snapshots Series 19, No. 6

Screen Snapshots Series 19, No. 6 est un court-métrage américain de Ralph Staub datant de 1940.

## Fiche technique
- Réalisation et scénario : Ralph Staub
- Date : 29 mars 1940 :  États-Unis
- Genre : Documentaire
- un film Columbia Pictures Corporation
- Son : Mono
- Format : Noir et blanc

## Distribution
- Joe E. Brown
- Gary Cooper
- Bing Crosby
- Dixie Dunbar
- Jean Gabin
- Rita Hayworth
- Bob Hope
- Buster Keaton
- Ruby Keeler
- Carole Landis
- Gail Patrick
- Roy Rogers
- Shirley Ross
- Barbara Stanwyck
- Ralph Staub
- Robert Taylor
- Jane Withers